# Емануель Емега
Емануель Емегха (нід. Emanuel Emegha; нар. 3 лютого 2003, Гаага) — нідерландський футболіст тоголезько-нігерійського походження, нападник клубу «Страсбур».

## Футбольна кар'єра
Народився в місті Гаага. Футболом починав займатись у команді «Вреденбюрх», звідки перебрався до школи роттердамської «Спарти». Навесні 2020 року підписав свій перший професійний контракт із клубом терміном на три роки.
2 лютого 2020 дебютував за другу команду «Спарти» — «Йонг Спарта» в поєдинку проти клубу ХФК. Із сезону 2020/21 став тренуватись з основною командою. 13 вересня 2020 року дебютував в Ередівізі в поєдинку проти амстердамського Аякса", вийшовши на поле на заміну після перерви замість Дероя Дуарте. Загалом провів за рідний клуб 39 ігор в усіх турнірах і забив 3 голи.
31 січня 2022 року перейшов у бельгійський «Антверпен», підписавши з клубом чотирирічний контракт. До кінця сезону Емега зіграв лише одну з 16 можливих ігор чемпіонату за бельгійський клуб, так і не закріпившись в команді.
В результаті у серпні 2022 року нападник перейшов до клубу австрійської Бундесліги «Штурм» (Грац), з яким уклав контракт на 4 роки.

## Виступи за збірну
У 2017 році провів один матч за нідерландську збірну до 15 років . З 2021 грає за збірну до 19 років

## Особисте життя
Має брата-близнюка Джошуа, який на даний момент є гравцем молодіжної команди.

## Титули і досягнення
- Володар Кубка Австрії (1):

«Штурм»: 2022-23